# Johann Christian Poggendorff
Johann Christian Poggendorff, född den 29 december 1796 i Hamburg, död den 24 januari 1877 i Berlin, var en tysk fysiker och universitetslärare. 
Han blev 1834 extra ordinarie professor vid universitetet i Berlin. Hans främsta vetenskapliga rön rörde principerna för multiplikatorns användning (i "Isis" 1821) och spegelavläsningen (1827). Efter Ludwig Wilhelm Gilbert övertog han 1824 redaktionen av "Annalen der Physik und Chemie". 
Ett betydande arbete har Poggendorff lämnat i Biographisch-literarisches Handwörterbuch zur Geschichte der exacten Wissenschaften (två band, 1858-63), sedermera fortsatt av Feddersen och von Oettingen (band 3, 1898, band 4, 1904) samt i Geschichte der Physik (1879), föreläsningar som utgavs efter Poggendorffs död.
Poggendorf blev 1839 ledamot av Preussiska vetenskapsakademin och invaldes 1845 som utländsk ledamot av Kungliga Vetenskapsakademien.